# TMD-B
TMD-B (ros. ТМБ-Д) – radziecka, przeciwgąsienicowa mina przeciwpancerna.
TMB-D była prostą w masowej produkcji miną z korpusem drewnianym. Skonstruowana została w latach 40. W czasie II wojny światowej masowo produkowana w ZSRR, a po wojnie także w innych krajach (od 1952 roku także w Polsce). Wyprodukowane miny były elaborowane różnymi rodzajami materiałów wybuchowych. Stosowano między innymi amatol, dynammon, amonit, trotyl i kwas pikrynowy. Masa materiału wybuchowego wahała się od 5 do 7 kg (4,7-5,5 kg). Mina była wyposażona w zapalnik naciskowy MW-5. Wybuch od zapalnika do głównego ładunku był przenoszony za pośrednictwem 200 g ładunku trotylu. Po II wojnie światowej miny TMB-D były używane podczas wojny koreańskiej i wietnamskiej. Produkcję min o zbliżonej konstrukcji uruchomiono także w innych krajach Układu Warszawskiego (np. w Czechosłowacji produkowano zbliżoną minę PT-Mi-D).